# Communauté de communes des Rives de la Suippe
Die Communauté de communes des Rives de la Suippe war ein französischer Gemeindeverband mit der Rechtsform einer Communauté de communes im Département Marne in der Region Grand Est. Sie wurde am 17. November 2003 gegründet und umfasste zwölf Gemeinden. Der Verwaltungssitz befand sich im Ort Pontfaverger-Moronvilliers.

## Historische Entwicklung
Der Gemeindeverband wurde am 1. Januar 2017 mit den Communautés de communes Beine-Bourgogne, Vallée de la Suippe, Nord Champenois, Fismes Ardre et Vesle, Champagne Vesle und Vesle et Coteaux de la Montagne de Reims sowie Teilen der Communauté de communes Ardre et Châtillonnais, zudem der Communauté d’agglomération Reims Métropole zur neu gegründeten Communauté urbaine du Grand Reims zusammengeschlossen.

## Ehemalige Mitgliedsgemeinden
1. Aubérive
2. Bétheniville
3. Dontrien
4. Époye
5. Pontfaverger-Moronvilliers
6. Prosnes
7. Saint-Hilaire-le-Petit
8. Saint-Martin-l’Heureux
9. Saint-Masmes
10. Saint-Souplet-sur-Py
11. Selles
12. Vaudesincourt